# André Étienne Justin Pascal Joseph François d'Audebert de Férussac
Pour les articles homonymes, voir Audebert.
Le baron André Étienne Justin Pascal Joseph François d'Audebert (ou d'Audibert) (ou d'Audebard) de Férussac, né le 30 décembre 1786 au Chartron près de Lauzerte et mort le 21 janvier 1836 à Paris, est un encyclopédiste, géographe et naturaliste français.

## Biographie
Son père est Jean Baptiste Louis d'Audibert de Férussac (1745-1815) qui avait publié plusieurs notices sur les mollusques. Celui-ci rejoignant l'armée sur le Rhin, le petit André de Férussac est conduit chez son aïeule maternelle qui habitait Arbois. Il constitue très tôt des collections de minéraux, de fossiles, de coquillages et d'insectes. Il étudie particulièrement les langues et les mathématiques.
Il lit devant l'Académie des sciences, à 18 ans, un Mémoire sur de petits crustacés qu'il avait observé au Chartron ; remarqué par Georges Cuvier, son travail est publié après dans les Annales du Muséum d'histoire naturelle.
En 1811, il s'engage dans l'armée napoléonienne et combat à Iéna et Austerlitz. Il est gravement blessé durant la campagne d'Espagne, au siège de Saragosse.
Après sa blessure, il devient aide de camp du général Daricaud et séjourne en Andalousie. Mais il doit bientôt quitter l'Espagne, sa blessure se guérissant mal, et il quitte bientôt l'armée avec le grade de capitaine.
Il est nommé sous-préfet de l'île d'Oléron en 1812. Il publie en 1813, son Journal de mes campagnes en Espagne, contenant un coup d'œil sur l'Andalousie ; une dissertation sur Cadix et son île, la Relation histoire du siège de Saragosse (1813).
Il doit quitter ses fonctions en 1814 avec la chute de l'empereur. Durant les Cent jours, il est brièvement sous-préfet de Compiègne, mais rend son poste dès le retour du roi.
Il reprend alors ses fonctions militaires et obtient en 1816 le grade de sous-chef puis, en 1818, chef d'état-major de la deuxième division. Il est appelé à Paris, où il est chargé de la chaire de géographie et de statistiques à l'École d'application. Il en démissionne en 1819 pour travailler au ministre de la Guerre. 
Il publie en 1821, De la géographie et de la statistique considérées dans leurs rapports avec les sciences qui les avoisinent de plus près.
Il reprend ses travaux scientifiques et publie Tableau systématique des animaux mollusques en 1822. Il poursuit également une publication commencée par son père sous le titre d’Histoire naturelle générale et particulière des mollusques terrestres et fluviatiles (4 volumes, 1820-1851).
Il lance en 1823, le Bulletin général et universel des annonces et des nouvelles scientifiques, où il suggère l'idée d'un système de télégraphie mondiale permettant la diffusion immédiate des connaissances. Ce projet durera neuf ans et comptera 170 tomes. Il comprend huit sections : mathématiques, histoire naturelle, médecine, agronomie, technologie, géographie, histoire et science militaire. La liste des collaborateurs est extrêmement variée et inclut Evariste Galois. Mais, malgré ses efforts, c'est un fiasco commercial. 
Férrussac publie également un grand nombre d'articles dans les revues scientifiques de son époque, notamment dans les Annales du Muséum, les Annales générales de sciences physiques (1819-1821), dans le Journal de physique, le Dictionnaire classique d'histoire naturelle (1822-1831) de Bory de Saint-Vincent, dans le Bulletin des sciences, etc.
En 1828, il obtient du gouvernement Martignac l’autorisation de mettre sur pied un musée d’ethnographie, rassemblant les collections venues des quatre coins de la planète, et cela contre le projet concurrent de Jomard. 
Férussac était aussi un grand ami des frères Champollion. Il rédige les instructions des voyages d’Orbigny et de Dumont d’Urville. Il est élu après la révolution de 1830 à la chambre des députés par le département de Tarn-et-Garonne. Il fait partie de l'Académie des belles-lettres, sciences et arts de La Rochelle.
Son travail géographique est analysé par Anne Godlewska dans son ouvrage Geography unbound : French geographic science from Cassini to Humboldt (Chicago, University Press of Chicago, 1999). Elle le considère comme relativement classique, d'inspiration essentiellement utilitaire et militaire. Son apport en paléontologie est plus important comme le suggère Goulven Laurent (dans son ouvrage La Naissance du transformisme) en luttant contre le catastrophisme auprès de Louis-Constant Prévost, Bory de Saint-Vincent ou d'autres partisans de l'actualisme.
Le 25 août 1845, son fils aîné Amédée (9 juillet 1817 à Paris—29 novembre 1897 à Pleurs (Marne)) épouse à Paris Alice Thorne, sœur cadette de Jane Thorne, dame du palais de l'impératrice Eugénie, représentée dans le tableau L'Impératrice Eugénie entourée de ses dames d'honneur de Franz Xaver Winterhalter. 
Alice Thorne, bru de Férussac, était la fille du colonel Herman Thorne, un riche exilé américain résidant alors à l'Hôtel Matignon. Alice et Amédée ont eu quatre enfants, d'où descendance.

### Sources et bibliographie
- « André Étienne Justin Pascal Joseph François d'Audebert de Férussac », dans Adolphe Robert et Gaston Cougny, Dictionnaire des parlementaires français, Edgar Bourloton, 1889-1891 [détail de l’édition]